# 大同党
大同党，原名新亚同盟党，曾改名中国共产党、东方共产党，是中华民国大陆时期政党，由黄介民等人于1916年在日本东京建立。

## 历史
1916年7月，黄介民与陈其尤、邓席云、黄霖生、王光伯、余揆之和朝鲜人何相衍、张德秀、尹显振等在日本东京中华楼成立新亚同盟党，“主张四海同胞主义”，黄介民被公推为临时主席。五四运动后，大同党得以发展，号称吸收很多“印度人、朝鲜人、支那人、日本人等，合约三千人”。
1920年1月30日，黄介民和姚作宾、许德珩等将新亚同盟党改组为大同党，以和苏俄加强联系。大同党吸收了李大钊、张国焘、刘清扬、康白情、波塔波夫（博达博夫）等人参加。该党主张民族平等、国家平等、人类平等，图谋各地独立，反抗强权，开展同共产国际的合作。5月，通过朴镇淳的沟通和资助，大同党得到共产国际承认。曾在五四运动时期担任中华民国学生联合会主席的姚作宾前往海参崴，请求俄共（布）远东局援助中国革命。不久，姚作宾由海参崴回国，于同年6月与黄介民等人在北京把“大同党”改组为“中国共产党”，这是中国的第一个“中国共产党”。
1921年6月，共产国际三大在莫斯科召开，姚作宾等人的“中国共产党”也取得了共产国际的承认，获得了代表中国参加会议的资格和表决权。然而当时中国有三个“共产党”应邀出席共产国际“三大”，鉴于此，共产国际在认真研究俞秀松的《中共代表俞秀松为姚作宾问题致共产国际远东书记处声明书》基础上，最后作出决定，收回了姚作宾的代表证。
后来，鉴于得到共产国际承认的中国共产党成立，为求得自身发展，他们一度把自己的“中国共产党”改组为“东方共产党”，但不久该党便不复存在。
一些回忆录和史料称大同党在1922年后消失或解体，但也有研究显示1922年后其仍存在并发展党员，1947年仍有人入党，直至中华民国大陆时期终结后渐渐消失。